# Carl Henrik Gidensköld
Carl Henrik Gidensköld, född 1989 i Halmstad, är en svensk bågskytt.
Gidensköld började skjuta pilbåge i tidig ålder, och 2004 skördade han sin första framgång genom att ta en andraplacering på inomhus-SM i Göteborg i klassen HC13. Säsongen 2006 kom Gidensköld etta på inomhus-SM i Göteborg i klassen HC16. I början av juli 2006 tog han en andraplacering på de öppna nordiska juniormästerskapen. Under 2007 medverkade Gidensköld på ett par internationella uppdrag för juniorlandslaget.
Sedan 2008 är Gidensköld medlem av seniorlandslaget. Hans SM-guld inomhus 2012 innebar att han vunnit sex (7) raka SM-guld inomhus i sin åldersklass, något som han troligen är unik med i modern tid.[källa behövs] 2013 kom Gidensköld tvåa efter Magnus Carlsson, Trelleborg. 2014 ställde han inte upp. Sedan dess har han påbörjat en ny svit genom att vinna SM-guld inomhus 2015, 2016 samt 2017.
Gidensköld tävlar för Halmstads Bågskytteförening och Team ProArchery - Sweden.

## Meriter
- 1:a Senior-SM Inomhus 2018 (HCE)
- 2:a Senior-SM Inomhus 2018 (C LAG)
- 1:a Senior-SM Inomhus 2017 (HCE)
- 1:a Senior-SM Inomhus 2016 (HCE)
- 1:a Senior-SM Utomhus 2016 (HCE)
- 1:a Senior-SM Inomhus 2015 (HC21)
- 2:a Senior-SM Inomhus 2013 (HC21)
- 1:a Senior-SM Inomhus 2012 (HC21)
- 5:a Face2Face UK 2011 (England)
- 9:a Senior-VM Utomhus 2011 (Turin, Italien)
- 1:a Senior-SM Inomhus 2011 (HC21)
- 10:a Face2Face Inomhus 2010 (Amsterdam, Nederländerna)
- 1:a Senior-SM Inomhus 2010 (HC21)
- 1:a Senior GM (Götalandsmästerskap) Utomhus 2009 (HC19) -=PR=-
- 1:a Senior-SM Utomhus 2009 (HC19)
- 1:a Senior-SM Inomhus 2009 (HC19)
- 3:a Senior-SM Utomhus 2008 (HC19)
- 1:a Senior-SM Inomhus 2008 (HC19)
- 3:a Senior-EM Inomhus Italien 2008 (LAG)
- 2:a JSM 3D 2007 (HC16)
- 1:a JSM Tavla 2007 (HC16)
- 2:a JSM Fält 2007 (HC16)
- 3:a JSM Jakt 2007 (HC16)
- 2:a Europa Cupen Junior 2007 (totalt)
- 2:a Europa Cupen Ukraina 2007 (deltävling)
- 1:a Junior-EM Portugal 2007 (LAG)
- 1:a JSM Inomhus 2007 (HC16)
- 5:a SM Inomhus 2007 HC19)
- 2:a Nordiska Mästerskapen 2006
- 1:a JSM Inomhus 2006 (HC16)
- 2:a JSM Inomhus 2004 (HC13)

## Svenska rekord (gällande)
- FITA-1440 (Totalt) 1406p av 1440p (HC21) (Borås 2011)
- 900-rond (40 meter) 300p av 300p med 20 krysstior (HC19) (Skurup 2009)
- 900-rond (50 meter) 297p av 300p med 17 krysstior (HC19) (Skurup 2009)
- FITA-1440 Int. (30 meter) 359p av 360p (HC16) (Göteborg 2007)
- FITA-1440 Nat. (30 meter) 359p av 360p (HC16) (Borås 2007)
- FITA-1440 Nat. (Totalt) 1384p av 1440p (HC16) (Borås 2007)